# Johann Gottlieb Lessing
Johann Gottlieb Lessing, auch Johann Theophilus Lessing (* 12. November 1732 in Kamenz; † 6. Oktober 1808 in Chemnitz) war ein deutscher Pädagoge.

## Leben

### Familie
Johann Theophilus Lessing war der Sohn des Kamenzer Archidiakons Johann Gottfried Lessing und dessen Ehefrau Justina Salome (geb. Feller) (1703–1777). Von seinen elf Geschwistern sind namentlich bekannt:
- Johann Gottfried Lessing (* 30. November 1725 in Kamenz; † 3. Dezember 1725 ebenda);
- Dorothea Salome Lessing (* 4. Februar 1727 in Kamenz; † 9. September 1803);
- Gotthold Ephraim Lessing (* 22. Januar 1729 in Kamenz; † 15. Februar 1781 in Braunschweig);
- Friedrich Traugott Lessing (* 18. Januar 1731 in Kamenz; † 26. April 1734 ebenda);
- Gottfried Benjamin Lessing (* 12. Dezember 1735 in Kamenz; † 4. Januar 1764 ebenda), Jurist;
- Gottlob Samuel Lessing (* 23. Januar 1739 in Kamenz; † 9. Oktober 1803 in Namslau), Jurist und preußischer Domänenamts-Justiziar;
- Karl Gotthelf Lessing (* 10. Juli 1740 in Kamenz; † 17. Februar 1812 in Breslau);
- Erdmann Salomon Traugott Lessing (* 13. Oktober 1741 in Kamenz; † April 1760 in Warschau);
- David Gottlieb Lessing (* 21. Dezember 1744 in Kamenz; †  8. Februar 1745 ebenda).

Johann Theophilus Lessing war verheiratet mit Friederike Amalie (geb. Hagemann) (* unbekannt; † 25. Juli 1818 in Chemnitz). Gemeinsam hatten sie zwei Kinder:
- Friederike Amalie Lessing;
- Friedrich Theophilus Lessing, Amtmann.

### Werdegang
Johann Theophilus Lessing besuchte die Schule in Kamenz und studierte Theologie an der Universität Wittenberg. Nach Beendigung seines Studiums bemühte er sich, nach mehrjähriger Hauslehrertätigkeit, lange vergeblich um ein geistliches Amt und wurde 1768 Konrektor in Pirna, bis er 1778 an das Lyzeum am Jakobikirchplatz in Chemnitz als Konrektor kam; 1805 wurde er Rektor des Lyzeums.

### Schriftstellerisches Wirken
Mit seiner Schrift Eclogae regis Salomonis versuchte er 1777 noch vor Johann Gottfried Herder die Hypothese zu begründen, dass das Hohelied eine Art Anthologie erotischer Lieder war und keinerlei Einheitlichkeit aufweise. Die einzelnen Idyllen, die er hierzu rekonstruiert, vergleicht er mit denjenigen des Theokritos und Vergil. Er veröffentlichte weitere theologische Schriften.

## Schriften (Auswahl)
- Tristia prophetae Jeremiae. Leipzig 1770.
- Eclogae regis Salomonis. Leipzig 1777.
- Observationes in vaticinia Jonae et Nahumi. Chemnitz 1780.
- Baritus. Leipzig 1782.